# Pardosa hatanensis
Pardosa hatanensis este o specie de păianjeni din genul Pardosa, familia Lycosidae, descrisă de Urita, Tang și Song, 1993. Conform Catalogue of Life specia Pardosa hatanensis nu are subspecii cunoscute.